# غيوم بودي
غيوم بودي (بالفرنسية: Guillaume Budé) (٢٦ يناير ١٤٦٧ - ٢٠ أغسطس ١٥٤٠) هو فقيه فرنسي، درس فقه اللغة والتاريخ.
شارك في تأسيس كلية اللغات الثلاث، التي أصبحت فيما بعد كلية فرنسا.
كان بودي أيضًا أول أمين للمكتبة الملكية في قصر فونتينبلو، التي نُقلت لاحقًا إلى باريس، حيث أصبحت المكتبة الوطنية الفرنسية. كان سفيرًا في روما، وشغل عدة مناصب قضائية وإدارية مدنية مهمة.

## وصلات خارجية
- غيوم بودي على موقع الموسوعة البريطانية (الإنجليزية)